# Katsunori Akimoto
Katsunori Akimoto –en japonés, 秋本 勝則, Akimoto Katsunori– es un deportista japonés que compitió en judo. Ganó una medalla de bronce en el Campeonato Mundial de Judo de 1975 en la categoría de –70 kg.

## Palmarés internacional
| Campeonato Mundial | Campeonato Mundial | Campeonato Mundial | Campeonato Mundial |
| Año                | Lugar              | Medalla            | Categoría          |
| ------------------ | ------------------ | ------------------ | ------------------ |
| 1975               | Viena (Austria)    | Medalla de bronce  | –70 kg             |